# Université d'Antofagasta
L'université d'Antofagasta (en espagnol : Universidad de Antofagasta) est une université publique située à Antofagasta au Chili.

## Historique
L'université fut fondée le 20 mars 1981 à la suite de la fusion des sièges régionaux de l'Université du Chili et de l'Université technique de l'État, comme extension de l'éducation minière fournie dans la région depuis le 19e siècle. Ses objectifs sont de créer, promouvoir, et divulguer les avancées régionales dans les domaines scientifiques, technologiques, culturels et artistiques.